# دانشگاه سوسکوهانا
دانشگاه سوسکوهانا یک کالج خصوصی و غیرانتفاعی هنرهای لیبرال در شهرستان اسنایدر، پنسیلوانیا است. این دانشگاه به کلیسای انجیلی لوتری در آمریکا وابسته است.
نام دانشگاه از ساکنان اصلی منطقه گرفته شده‌است. این دانشگاه در سال ۱۸۵۸ به عنوان یک مؤسسه مبلغین تأسیس شد و در سال ۱۸۹۵ به یک دانشگاه هنرهای لیبرال چهار ساله تبدیل شد. دانشگاه سوسکوهانا به عنوان یک کالج با مدرک کارشناسی هنر و علوم طبقه‌بندی می‌شود، اگرچه دارای مدرسه کسب‌وکار، مدرک کارشناسی ارشد در آموزش و رشته‌های مشترک در مهندسی و کارشناسی ارشد مدیریت بازرگانی است. همچنین این دانشگاه تنها مدرک لیسانس در رشتهٔ بازاریابی و مدیریت برندهای لوکس در ایالات متحده را نیز ارائه می‌دهد دانشگاه سوسکوهانا بیش از ۲۲۰۰ دانشجو در مقطع کارشناسی از ۳۳ ایالت و ۲۳ کشور ثبت‌نام می‌کند، و نسبت دانشجو به استاد را ۱۳ به ۱ حفظ کرده‌است. بیشتر دانش‌آموزان باید تمام چهار سال را در محوطه دانشگاه زندگی کنند.